# Lei Tydings–McDuffie
A Lei de Independência das Filipinas, ou Lei Tydings–McDuffie (promulgada em 24 de março de 1934), é uma Lei do Congresso que estabeleceu o processo para as Filipinas, então um território dos EUA, tornarem-se um país independente após um período de transição de dez anos. Sob a lei, a Constituição das Filipinas de 1935 foi escrita e a Comunidade das Filipinas foi estabelecida, com o primeiro presidente das Filipinas diretamente eleito. (Eleições diretas para a Legislatura Filipina eram realizadas desde 1907.) A lei também estabeleceu limitações à imigração filipina para os Estados Unidos.
A lei foi elaborada no 73º Congresso dos Estados Unidos pelo Senador Millard E. Tydings (Dem.) de Maryland e pelo Representante John McDuffie (Dem.) do Alabama, e assinada pelo Presidente Franklin D. Roosevelt.

## Disposições
A Lei Tydings–McDuffie especificava uma estrutura procedimental para a elaboração de uma constituição para o governo da Comunidade das Filipinas dentro de dois anos após sua promulgação. A lei especificava várias disposições constitucionais obrigatórias e exigia a aprovação da constituição pelo presidente dos EUA e pelos filipinos. A lei determinava o reconhecimento pelos EUA da independência das Ilhas Filipinas como uma nação separada e autogovernada após um período de transição de dez anos.
Antes da independência, a lei permitia aos EUA manter forças militares nas Filipinas e convocar todas as forças militares do governo filipino para o serviço militar dos EUA. A lei autorizava o presidente dos EUA, dentro de dois anos após a independência, a negociar assuntos relacionados às reservas navais e estações de abastecimento dos EUA nas Ilhas Filipinas.

### Imigração
A lei reclassificou todos os filipinos, incluindo aqueles que viviam nos Estados Unidos, como estrangeiros para fins de imigração para os Estados Unidos. Uma cota de 50 imigrantes por ano foi estabelecida. Antes desta lei, os filipinos eram classificados como nacionais dos Estados Unidos, mas não cidadãos dos Estados Unidos, e embora pudessem migrar relativamente livremente, eram negados direitos de naturalização nos EUA, a menos que fossem cidadãos por nascimento no território continental dos EUA.

## História

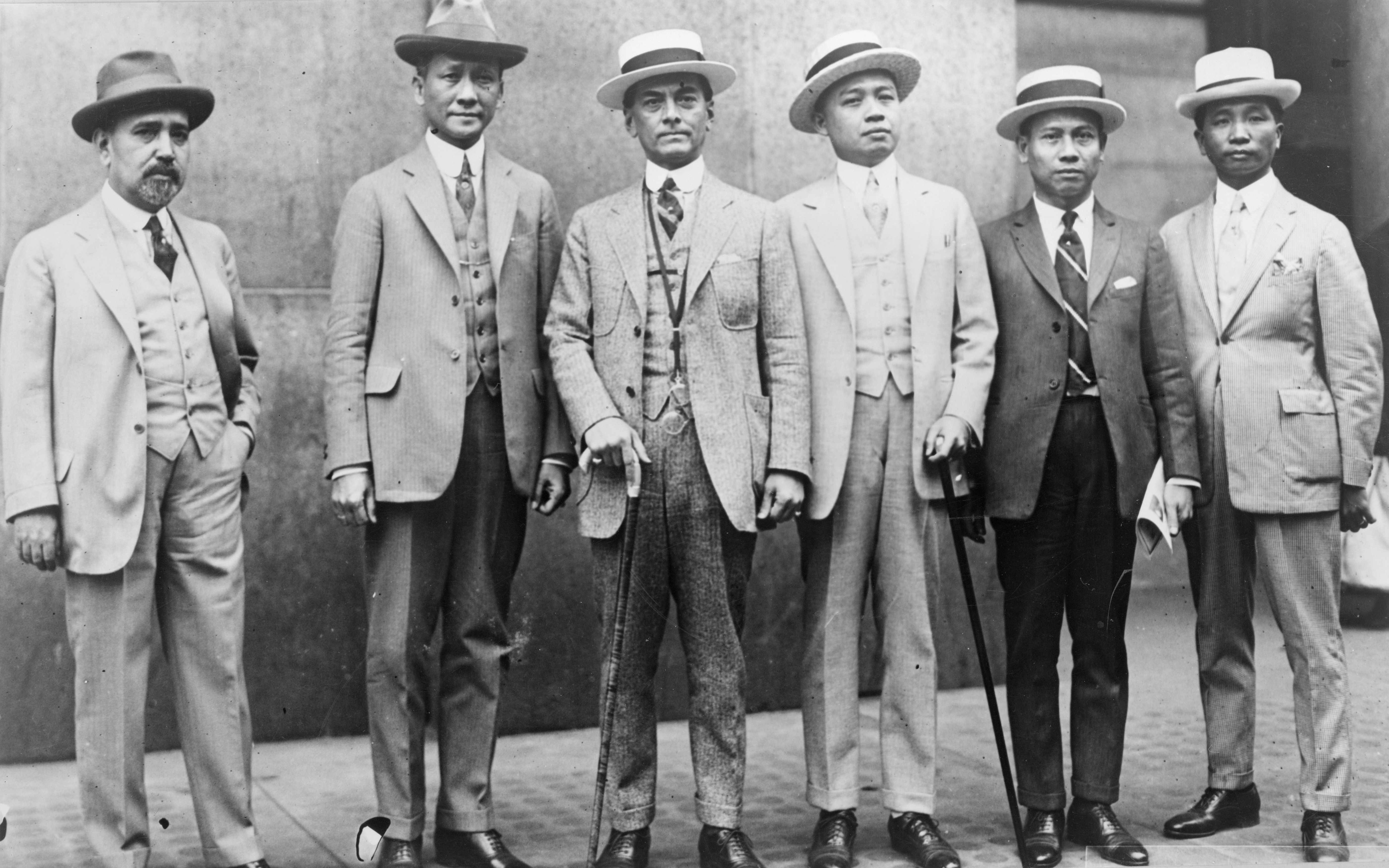
Representantes da Missão de Independência Filipina em 1924 (da esquerda para a direita): Isauro Gabaldón, Sergio Osmena, Manuel L. Quezon, Claro M. Recto, Pedro Guevara, e Jorge Bocobo

Uma tentativa de estabelecer uma data final para a independência filipina foi manifestada pela primeira vez na Lei Hare-Hawes-Cutting de 1933. Embora o Congresso a tenha aprovado, anulando o veto do Presidente Hoover, ela não conseguiu criar um cronograma concreto para a independência. Exigindo o consentimento do Senado Filipino para ser implementada, o projeto foi rejeitado depois que o então Presidente do Senado Manuel L. Quezon o convenceu a rejeitar a proposta devido à disposição da lei que teria permitido aos EUA estacionar bases militares nas ilhas permanentemente. Assim, foi necessário que o Congresso elaborasse um novo projeto de lei para resolver essas queixas e finalmente estabelecer um cronograma para a independência da colônia.
Em 1934, Quezon liderou uma "missão de Independência Filipina" a Washington, D.C. Ela pressionou o Congresso e garantiu a aprovação da lei.
Em 1935, sob as disposições da lei, a Constituição das Filipinas de 1935 foi elaborada e tornou-se lei, estabelecendo a Comunidade das Filipinas com um executivo eleito, o presidente das Filipinas. A Comunidade seria um governo transitório com duração de dez anos, com a independência a ser concedida em 4 de julho de 1946.
De acordo com isto, o Presidente Harry S. Truman emitiu a Proclamação 2695 de 4 de julho de 1946, reconhecendo oficialmente a independência das Filipinas.

### Imigração
A cota de imigração sob a lei era baixa, e a imigração continuou em níveis muito mais altos do que a cota legal. Isso se deveu à força dos lobbies agrícolas, como os plantadores de açúcar havaianos, que conseguiram pressionar com sucesso o governo federal para permitir mais trabalhadores agrícolas filipinos do sexo masculino, desde que demonstrassem necessidade. Isso aumentou ainda mais a população filipina no Havaí, que em determinado momento constituía 25% dos trabalhadores agrícolas nas ilhas.
A lei também levou à Lei de Repatriação Filipina de 1935.
Esta lei estendeu a política de exclusão asiática da Lei de Imigração de 1924 ao território que em breve seria ex-território. Esta política prejudicou a vida doméstica de muitos filipinos nos EUA porque qualquer filipino que desejasse ir às Filipinas e depois retornar aos Estados Unidos estaria sujeito às restrições à imigração asiática para a América e provavelmente nunca teria permissão para retornar.
Em 1946, os EUA diminuíram as restrições rigorosas da Lei Tydings–McDuffie com a Lei Luce–Celler de 1946, que aumentou a cota de imigrantes filipinos para 100 por ano e deu aos filipinos o direito de se tornarem cidadãos americanos naturalizados. Os filipinos teriam sido impedidos de imigrar para os EUA sem a Lei. Dois dias depois, em 4 de julho de 1946, as Filipinas tornaram-se independentes com a assinatura do Tratado de Manila.